# تیم ملی بسکتبال برزیل

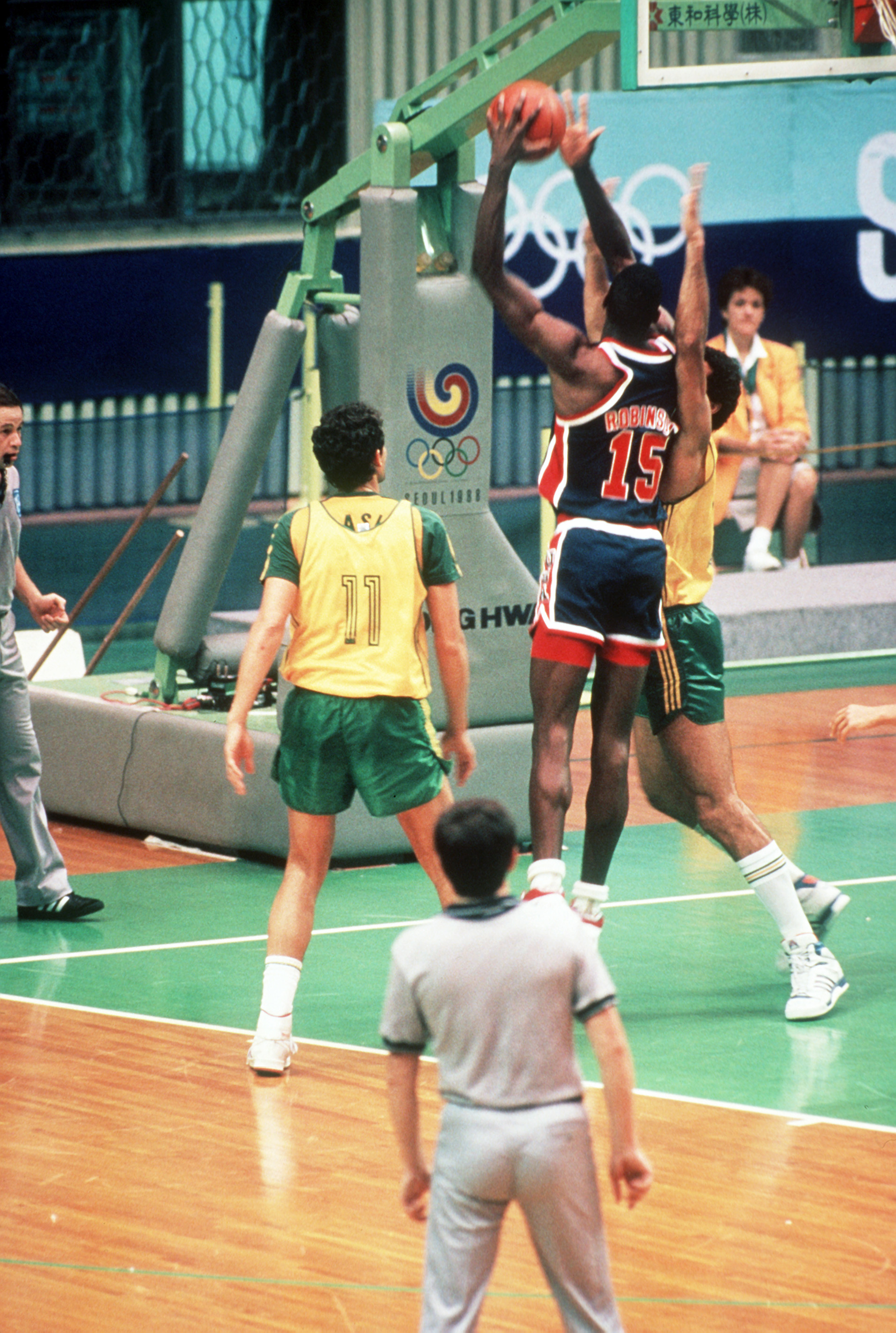

تیم ملی بسکتبال برزیل، نام تیم رسمی بزرگسالان کشور برزیل و از تیمهای برتر بسکتبال جهان است.
این تیم در رده‌بندی جهانی فیبا در سال ۲۰۱۲ در مقام سیزدهم قرار داشت.

## تاریخچه
ابتدا بسکتبال توسط استاد آگوستو شاو در سال ۱۸۹۶ به برزیل معرفی شد. در سال ۱۹۱۲، او شروع به برگزاری اولین مسابقات کشوری کرد و در سال ۱۹۲۲ اولین تیم ملی در اولین بازی مقابل آرژانتین و اروگوئه کرد. همانطور که در مورد فوتبال ، آمریکای جنوبی در ابتدا از سایر نقاط جهان جلوتر بود و در سال ۱۹۳۰ اولین مسابقات قهرمانی آمریکای جنوبی را برگزار کرد. در آن دهه ، بسکتبال برزیل مورد حمایت باشگاه های فوتبال حرفه ای قرار گرفت تا آن را به عنوان یک بخش جدید ورزشی ، هرچند از نظر طبیعت آماتور ، در آن قرار داد. بعداً ، این باشگاه ها حرفه ای شدند و از تیم ملی با بازیکنان کلاس جهانی حمایت کردند.

## بازیکنان کنونی
- تیاگو اسپلیتر
- نی‌نی هیلاریو
- اندرسون وارژائو
- لیاندرو باربوسا